# Райлих, Ивета
Ивета Райлих (пол. Iweta Rajlich; урожденная Радзевич (пол. Radziewicz); род. 16 марта 1981, Варшава) — польская шахматистка, международный мастер (2002).
В составе сборной Польши участница 7-и Олимпиад (1998—2008, 2012), 2-х командных чемпионатов мира (2007—2009) и 7-и командных чемпионатов Европы (1999—2009, 2013).
Замужем за американским шахматистом Васиком Райлихом, вместе с которым работала над программой Rybka.

## Изменения рейтинга
| Графики недоступны из-за технических проблем. См. информацию на Фабрикаторе и на mediawiki.org. |